# Mazuriwka (obwód połtawski)
Mazuriwka (ukr. Мазурівка) – wieś na Ukrainie, w obwodzie połtawskim, w rejonie połtawskim, w radzie wiejskiej Maczuchy.